# Маммиллярия солнышковая
Маммиллярия солнышковая лат. Mammillaria microhelia — кактус из рода Маммиллярия.

## Описание
Стебель коротко-цилиндрический, до 16 см высотой и 4,5 см в диаметре, зелёный или жёлто-зелёный, редко кустящийся. Сосочки маленькие шаровидные, до 0,6 см длиной. Только молодые аксиллы слабоопушённые. Ареолы опушённые.
Радиальных колючек до 50, эти колючки тонкие, 0,4—0,6 см длиной, белые, в основании жёлтые, полностью закрывают стебель. Центральных колючек до четырёх, они крепкие, слегка изогнутые, до 1,1 см длиной, красно-коричневые.
Цветки до 1,6 см в диаметре, жёлто-зелёные или кремовые. Плоды беловатые или розоватые.

## Распространение
Эндемик мексиканского штата Керетаро. Растёт в сухих пустынях.

## Синонимы
- Leptocladodia microhelia
- Mammillaria microheliopsis
- Leptocladodia microheliopsis
- Mammillaria droegeana